# 陳壯履
陈壮履（1680年—1748年），字礼叔，号幼安，一号潜安。泽州人。

## 生平
康熙三十五年（1696年）丙子科考中举人，康熙三十六年（1697年）丁丑科殿试，赐进士出身。后被选中为庶吉士，散馆授编修。康熙四十一年，担任日讲起居注官，入值南书房，迁侍读学士。充任《佩文斋咏物诗选》之编辑官、《御选宋金元明四朝诗》《御定历代纪事年表》《渊鉴类函》校勘官、《佩文韵府》纂修兼校勘官。康熙四十九年六月，湖广总督郭世隆疏劾其於致祭南岳时骚扰地方，遂免去其侍读学士一职，降为编修。曾参与编《康熙字典》。乾隆十三年（1748年）卒。

## 家族
父陈廷敬，陈壮履为第三子。